# نيكيتا ناغورني
نيكيتا فلاديميروفيتش ناغورني (روسية: Никита Владимирович Нагорный، من مواليد 12 فبراير 1997 في روستوف أون دون، روستوف أوبلاست، روسيا) لاعب جمباز فنية روسية أولمبية، مثل بلده روسيا في عام 2016 واللجنة الأولمبية الروسية في عام 2020. كان جزءًا من الفرق التي فازت بالميدالية الذهبية في الألعاب الأولمبية الصيفية 2020 وبطولة العالم 2019 والميدالية الفضية في الألعاب الأولمبية 2016 وبطولة العالم 2018.